# Kingsley Ehizibue
Kingsley Ehizibue, né le 25 mai 1995 à Munich en Allemagne, est un footballeur néerlandais qui évolue au poste d'arrière droit à l'Udinese Calcio.

## Biographie

### PEC Zwolle
Kingsley Ehizibue est formé au PEC Zwolle, club qui lui fait découvrir le football professionnel. Il joue son premier match le 29 octobre 2014, à l'occasion d'un match de coupe des Pays-Bas, que son équipe remporte 6-1 face au HHC Hardenberg. Ses débuts en Eredivisie ont lieu le 13 décembre de la même année, lorsque le PEC bat Willem II sur le score de un but à zéro.

### FC Cologne
Le 31 mai 2019, est annoncé le transfert d'Ehizibue au FC Cologne, tout juste promu en Bundesliga, avec lequel il s'engage pour un contrat de quatre ans, jusqu'en juin 2023. Ehizibue joue son premier match sous ses nouvelles couleurs le 11 août 2019, en coupe d'Allemagne, face au SV Wehen Wiesbaden. Il est titulaire lors de cette partie, où les deux équipes restent sur un score de 3-3 à la fin du temps réglementaire et se départagent aux tirs au but, séance durant laquelle Cologne sort vainqueur (2-3). Il est reconduit au poste d'arrière droit le 17 août 2019, pour la première journée de championnat, où son équipe est battue par le VfL Wolfsburg (2-1).

### En sélection
Ehizibue est appelé pour la première fois avec l'équipe nationale du Nigeria par le sélectionneur Gernot Rohr, en mars 2020.

## Vie personnelle
Kingsley Ehizibue est natif de Munich, en Allemagne, et de parents Nigérians, mais sa famille déménage à Zwolle, aux Pays-Bas, alors qu'il n'a que deux ans.